# 3714 Kenrussell
3714 Kenrussell је астероид главног астероидног појаса. Приближан пречник астероида је 11,15 ,
а средња удаљеност астероида од Сунца износи 2,563 астрономских јединица (АЈ).
Инклинација (нагиб) орбите у односу на раван еклиптике је 14,368 степени, а орбитални период износи 1498,881 дана (4,103 године). Ексцентрицитет орбите астероида износи 0,177.
Апсолутна магнитуда астероида износи 12,80 а геометријски албедо 0,107.
Астероид је откривен 12. октобра 1983. године.